# Комета Шумейкерів — Леві 9
Комета Шумейкерів — Леві 9 (ШЛ9, офіційна назва D/1993 F2) — комета, що розпалася на частини в липні 1992 року та зіткнулася з Юпітером у липні 1994 року. Ця подія стала першим прямим спостереженням позаземного зіткнення об'єктів Сонячної системи, була широко висвітлена в популярних ЗМІ та привернула увагу астрономів з усього світу. Завдяки зіткненню вдалось встановити нову інформацію про Юпітер і його можливу роль у зменшенні кількості малих космічних тіл у внутрішній частині Сонячної системи.
Комету відкрили астрономи Керолін і Юджин М. Шумейкери та Девід Говард Леві 1993 року. Вона була захоплена Юпітером; її відкрили тоді, коли вона оберталася навколо планети. Це була перша активна комета, зафіксована на орбіті планети, і, ймовірно, була захоплена Юпітером приблизно 20—30 років тому. 
Розрахунки показали, що незвичайна роздрібненість комети була зумовлена попереднім наближенням до Юпітера в липні 1992 року. Її орбіта проходила за межею Роша Юпітера, і припливні сили Юпітера розірвали комету на частини. Пізніше комету спостерігали як серію фрагментів розміром до 2 км у діаметрі, аж доки вони зіткнулися з південною півкулею Юпітера між 16 і 22 липня 1994 року на швидкості приблизно 60 км/с (друга космічна швидкість Юпітера). Виразні сліди від ударів були помітні краще, ніж Велика червона пляма, і зберігалися протягом багатьох місяців.

## Відкриття

Анімація орбіти ШЛ9 навколо Юпітера
Юпітер·
Фрагмент A·
Фрагмент D·
Фрагмент G·
Фрагмент N·
Фрагмент W

Виконуючи програму спостережень, спрямовану на виявлення навколоземних об'єктів, Шумейкери та Леві виявили цю комету в ніч на 24 березня 1993 року на фотографії, зробленій півметровим телескопом Шмідта в Паломарській обсерваторії (Каліфорнія). Комета стала випадковим відкриттям, яке не входило до основної програми спостережень дослідників.
Комета Шумейкерів — Леві 9 була дев'ятою періодичною кометою (орбітальний період якої становить 200 років або менше), відкритою Шумейкерами та Леві, і була названа на їхню честь. Це було їхнє одинадцяте відкриття комет, але дві з них були неперіодичними, тому використовували іншу номенклатуру. 26 березня 1993 року про відкриття було оголошено в циркулярі МАС.
Початкове зображення дало перший натяк на те, що комета Шумейкерів — Леві 9 була незвичайною, оскільки містила кілька ядер приблизно у 47 кутових секунд завдовжки та 11 завширшки. Браян Марсден із Центрального бюро астрономічних телеграм зазначив, що комета розташовувалась лише близько 4 градусів від Юпітера, якщо дивитися із Землі, і хоча це могло бути ефектом прямої видимості, її видимий рух у небі свідчив про те, що комета була фізично близько до планети.

## Орбіта
Орбітальні дослідження нової комети незабаром показали, що на відміну від усіх інших відомих на той час комет, вона обертається навколо Юпітера, а не навколо Сонця. Її орбіта була дуже слабко пов'язаною з планетою, з періодом близько 2 років і апоцентром в 0,33 астрономічної одиниці (49 млн км), а також була дуже ексцентричною (e = 0,9986).
Спостереження орбітального руху комети показали, що вона оберталася навколо Юпітера вже деякий час. Цілком ймовірно, що вона була зафіксована на сонячній орбіті на початку 1970-х років, хоча це могло відбутися ще в середині 1960-х років. Кілька спостерігачів знайшли зображення комети на попередніх знімках, отриманих до 24 березня, зокрема Ендате Кін її виявив на фотографії, зробленій 15 березня 1993 року, Сатору Отомо — 17 березня, а команда на чолі з Елеанорою Гелін — на знімках 19 березня. Зображення комети на фотопластині Шмідта, зроблене 19 березня, ідентифікував 21 березня М. Ліндгрен у рамках проєкту з пошуку комет поблизу Юпітера. Оскільки його команда очікувала, що комети будуть неактивними або, у кращому випадку, демонструватимуть слабку пилову кому, а ШЛ9 мала особливу морфологію, її справжню природу не розпізнали аж до офіційного оголошення через 5 днів. Жодних попередніх зображень, датованих раніше березня 1993 року, знайдено не було. До того, як комета була захоплена Юпітером, вона, ймовірно, була короткоперіодичною кометою з афелієм всередині орбіти Юпітера і перигелієм в поясі астероїдів.
Об'єм простору, у межах якого можна вважати, що об'єкт обертається навколо Юпітера, визначається сферою Гілла. Коли комета проходила повз Юпітер наприкінці 1960-х та на початку 1970-х років, вона опинилася поблизу його афелію й трохи в межах сфери Гілла Юпітера. Гравітація Юпітера підштовхнула комету до нього. Комета майже зіткнулась з Юпітером, тому опинилася на орбіті з дуже високим ексцентриситетом — тобто еліптична форма орбіти була сильно сплюснута.
Комета пройшла дуже близько до Юпітера 7 липня 1992 року: трохи більше як 40 000 км над його атмосферою, що є в межах орбіти внутрішнього супутника Юпітера Метіди та межі Роша, всередині якої припливні сили достатньо сильні, щоб зруйнувати тіло, яке утримується разом лише силою тяжіння. Хоча комета наближалася до Юпітера й раніше, зближення 7 липня було найбільшим. Вважається, що саме в цей час відбулася фіксація фрагментів комети. Кожен з них був позначений літерою алфавіту, від «фрагмента A» до «фрагмента W» — практика, що вже склалася на основі попередніх спостережень за фрагментами комет.
Найточніші орбітальні розрахунки показували, що комета могла пройти в межах 45 000 км від центра Юпітера, тобто на відстані, меншій за радіус планети, а це означало, що існувала надзвичайно висока ймовірність того, що ШЛ9 зіткнеться з Юпітером у липні 1994 року. Дослідження припускали, що потік уламків міг входити в атмосферу Юпітера протягом приблизно п'яти днів.

## Передбачення зіткнення
Повідомлення про ймовірне зіткнення комети з Юпітером спричинило велике хвилювання в астрономічній спільноті та за її межами, оскільки астрономи ніколи раніше не спостерігали зіткнення двох значних тіл Сонячної системи. Були проведені інтенсивні дослідження комети, і в міру того, як розрахунки орбіти ставали все більш точними, ймовірність зіткнення збільшувалась.
За оцінками астрономів, видимі фрагменти ШЛ9 мали розмір від кількох сотень метрів до двох кілометрів у діаметрі, що свідчить про те, що початкова комета могла мати ядро до 5 км у діаметрі — дещо більше, ніж яскрава комета Хякутаке, яка пройшла близько до Землі 1996 року. Одна з головних дискусій точилася навколо питання, чи будуть наслідки зіткнення таких малих тіл помітні з Землі, окрім спалаху, коли вони розпадуться, як гігантські метеорити. Згідно з найоптимістичнішими прогнозами великі асиметричні боліди мали піднятися над видимим краєм Юпітера і потрапити у сонячне світло, щоб їх можна було побачити з Землі. Іншими передбачуваними наслідками зіткнень були сейсмічні хвилі, що поширюються по планеті, збільшення стратосферного туману на планеті через пил від зіткнень, а також збільшення маси системи кілець Юпітера. Разом з тим, спостереження такого зіткнення було абсолютно нетиповим, тому астрономи були обережними у своїх прогнозах.

## Параметри перед зіткненням
Для обчислення густини та розміру комети Шумейкерів — Леві 9 було розроблено декілька моделей. Виявилося, що її середня густина становить приблизно 0,5 г/см3, бо розпад комети з набагато меншою щільністю не нагадував би спостережувану низку об'єктів. Розмір материнської комети був розрахований у приблизно 1,8 км у діаметрі. Ці передбачення були одними з небагатьох, які були фактично підтверджені подальшими спостереженнями.
1994 року комета мала такі параметри орбіти відносно Сонця: перигелій 5,332 а. о.; ексцентриситет 0,823; нахил орбіти 16° 04,5'; аргумент перицентра 348° 36,7'; довгота висхідного вузла 222° 43,6'. Стандартна зоряна величина комети — 6m.
До зіткнення комета оберталась навколо Юпітера орбітою з дуже великим значенням ексцентриситету — 0,9987. Апоцентр орбіти становив близько 0,33 а.о., перицентр близько 96 000 км. Аргумент перицентра 43° 28,8', довгота висхідного вузла 290° 52,5'.

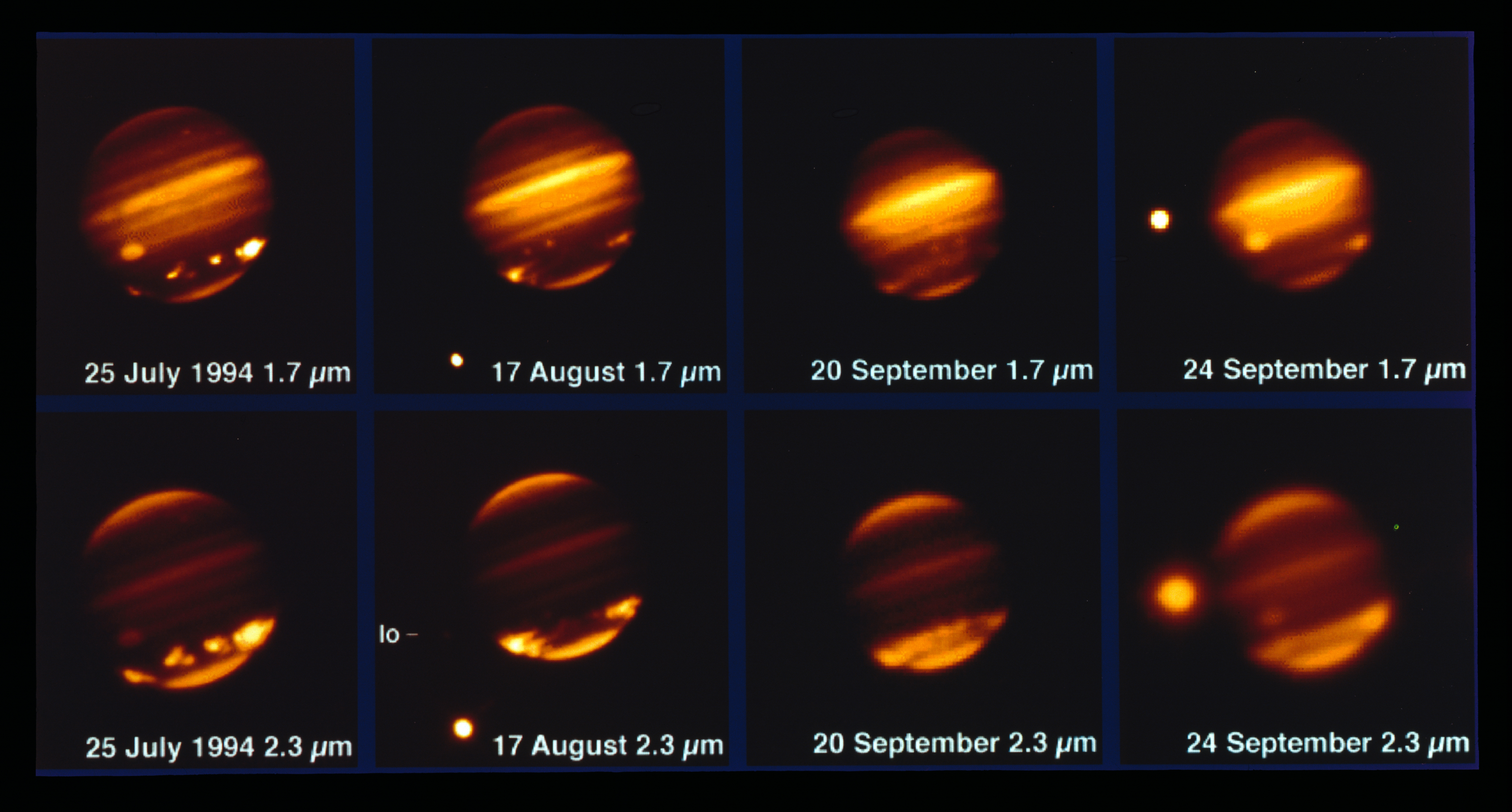
Зображення, зроблене за допомогою 2,2 м телескопа MPG/ESO та приладу IRAC, що демонструє зіткнення комети з Юпітером у липні 1994 року.

## Зіткнення з Юпітером

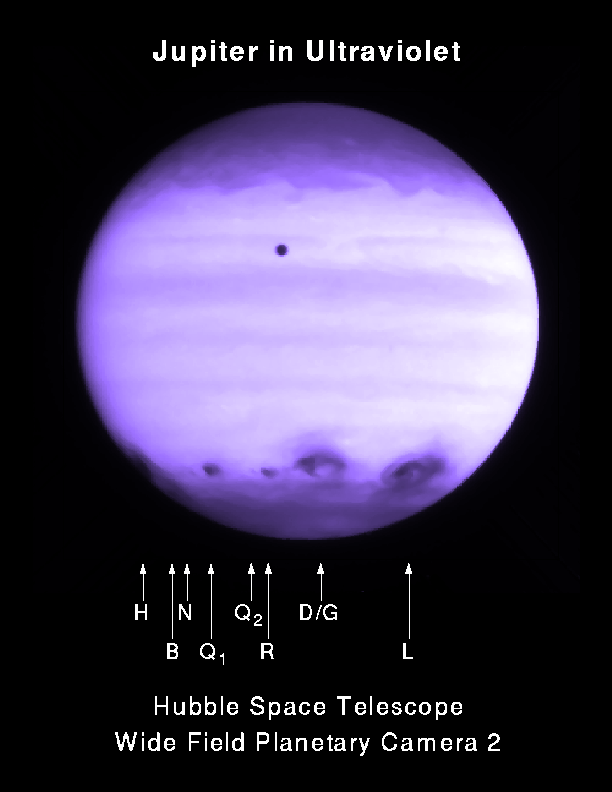
Ультрафіолетове зображення Юпітера (приблизно через 2,5 години після удару фрагмента R).

Під час чергового наближення до планети в липні 1994 року фрагменти комети врізалися в атмосферу Юпітера на швидкості 64 км/с, викликавши потужні збурення хмарного покриву. Спостерігалося 21 зіткнення, оскільки деякі фрагменти до падіння розпалися. Падіння комети спостерігалося як із Землі, так і з космосу, та відбувалося з 16 по 22 липня. Точки падіння перебували в південній півкулі Юпітера, на протилежному боці від Землі, тому самі моменти зіткнення спостерігалися лише апаратом «Галілео», який перебував на відстані 1,6 а. о. від Юпітера. Однак збурення в атмосфері Юпітера, що утворилися після падіння, спостерігалися із Землі після повороту Юпітера навколо своєї осі.
Перший фрагмент (A) увійшов в атмосферу Юпітера 16 липня о 20:16 UTC. При цьому спостерігався спалах із температурою 24000 К, хмара газів піднялася на висоту до 3000 км, внаслідок чого її стало видно із Землі.
Найбільший фрагмент G зіткнувся з Юпітером 18 липня о 7:34 UTC. Через кілька годин в атмосфері утворилася темна пляма, оточена двома кільцями. Діаметр зовнішнього кільця сягав 12 000 км (близько до діаметра Землі), вивільнена енергія оцінена у 6 млн мегатонн у тротиловому еквіваленті (у 600 разів більше, ніж весь ядерний потенціал, накопичений на Землі). Два удари 19 липня з різницею в кілька годин створили сліди подібного розміру до тих, що були спричинені фрагментом G. Зіткнення тривали до 22 липня, коли в планету врізався фрагмент W.

Наслідків падіння фрагментів T, U та V спостерігати не вдалося. Можливо, вони відхилилися від траєкторії комети та уникли зіткнення.

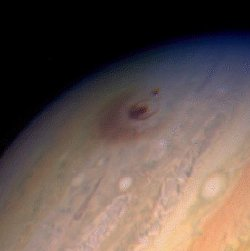
Поверхня Юпітера після зіткнення

## Юпітер після зіткнення

### Вивчення хімічного складу

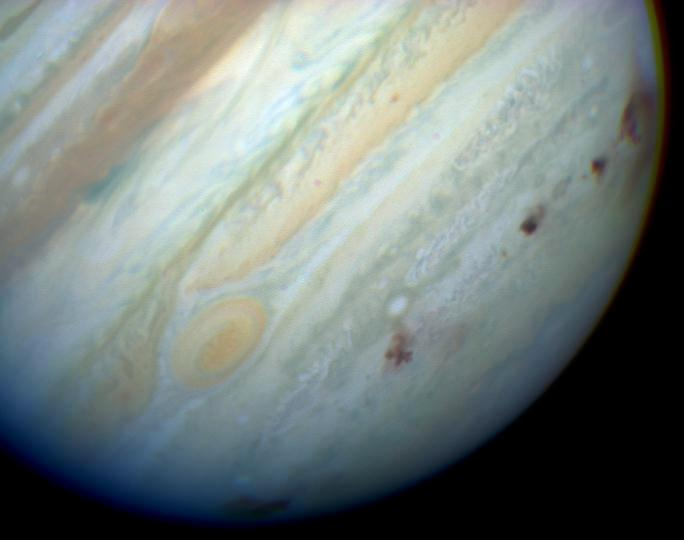
Південна півкуля Юпітера з численними плямами — слідами зіткнень

Зіткнення дало вченим унікальну можливість детальніше вивчити атмосферу Юпітера, оскільки  спричинило виверження прихованих під хмарами речовин. В ході спектроскопічних досліджень вчені виявили лінії поглинання в спектрі Юпітера через спостереження дисульфуру (S2) і сірковуглецю (CS2), які були виявлені на ньому вперше. Також планета стала другим астрономічним об'єктом, на якому був ідентифікований дисульфур. Іншими виявленими речовинами були аміак (NH3) і сірководень (H2S). Оскільки кількість сірки була набагато вищою, ніж та, що міститься в невеликому ядрі комети, вважається, що ці матеріали походять з надр планети. Попри очікування астрономів, оксидів виявлено не було. Окрім виявлення вмісту вищеописаних молекул, також визначено присутність випромінювання таких елементів, як залізо, магній, кремній, у відповідній кількості, що могла б бути знайдена в ядрі комети.
Несподіваним наслідком зіткнення було виявлення невеликої кількості води порівняно з попередніми прогнозами. До зіткнення моделі атмосфери Юпітера вказували, що розпад найбільших фрагментів відбуватиметься за тиску від 10 до кількох сотень бар. За деякими прогнозами, комета мала проникнути через шар води, створивши блакитну пелену над цією областю Юпітера. Пізніші дослідження показали, що фрагментація та руйнування уламків комети під час метеорного вибуху, ймовірно, відбулися приблизно на рівнях від 1 до 4 бар.

### Хвилі на Юпітері
Як і передбачалося, зіткнення спричинило величезні хвилі, що пронеслися по Юпітеру зі швидкістю 450 м/с і спостерігалися впродовж двох годин після найбільших зіткнень. Вважалося, що хвилі рухалися в межах стабільного шару, який відігравав роль хвилевода та мав лежати в межах гіпотетичної тропосферної водяної хмари. Інші свідоцтва показують, що уламки комети не реагували з водяним шаром, а хвилі поширювалися по стратосфері.

### Інші спостереження
Радіоспостереження показали різке збільшення випромінювання, що залежало від довжини хвилі та варіювалося від ~10% на довжинах хвиль 70 - 90 см до ~45% на 6 та 36 см. Це пов'язували із синхротронним випромінюванням, спричиненим викидом релятивістських електронів — електронів зі швидкостями, близькими до швидкості світла — в магнітосферу Юпітера під час ударів. Водночас «Вояджер-2» не зміг виявити при дослідженнях аномальних рівнів УФ-випромінювання або радіосигналів у діапазоні 1 - 940 кГц після зіткнення. Космічний апарат «Улісс» також не зміг виявити жодних аномальних радіосигналів у діапазоні 1 - 390 кГц.
Через годину після того, як фрагмент К упав на Юпітер, дослідники зафіксували полярне сяйво поблизу області зіткнення та на протилежному боці Юпітера. Одне з можливих пояснень полягало в тому, що спрямована вгору ударна хвиля прискорила заряджені частинки настільки, що вони під дією магнітного поля Юпітера увійшли в атмосферу з протилежних боків планети. Подібне явище зазвичай виникає під впливом потоків частинок сонячного вітру, які магнітне поле планети спрямовує до її полюсів.

Деякі астрономи припустили, що наслідки зіткнень можуть мати помітний вплив на тор високоенергетичних частинок супутника Іо, який з'єднує його з Юпітером. Однак спектроскопічні дослідження з високою роздільною здатністю показали, що коливання йонної густини, обертової частоти та температури під час удару та після нього були в межах норми.

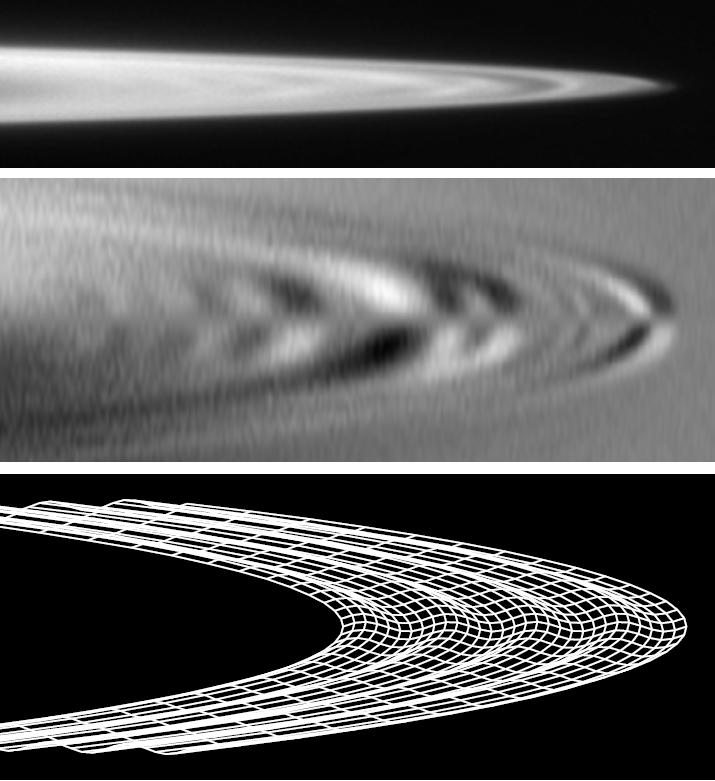
Брижі в кільцях Юпітера, видимі космічним апаратом «Галілео», спричинені ШЛ9

## Довготривалі наслідки
Сліди від ударів можна було побачити на Юпітері протягом багатьох місяців. Спостерігачі описували їх як більш помітні, ніж Велика червона пляма, хоч та і є, ймовірно, найвизначнішою структурою, яку спостерігали на планеті раніше. Вважається, що жодних зареєстрованих плям, настільки помітних, як ті, що виникли після удару ШЛ9, не було.
За допомогою спектроскопічних спостережень виявлено, що аміак і сірковуглець зберігалися в атмосфері щонайменше чотирнадцять місяців після зіткнень, причому значна кількість аміаку була присутня у стратосфері, на відміну від його нормального розташування в тропосфері. Моносульфід вуглецю був виявлений через 19 років після зіткнення за допомогою ASTE. Загальна маса моносульфіду вуглецю знизилась на 90%.
Усупереч очікуванням, атмосферна температура повернулася до нормального рівня набагато швидше у точках основних ударів, ніж незначних. У першому випадку температура зросла в області 15 000 до 20 000 км, але знизилася до нормальних значень протягом тижня після події. У місцях менших зіткнень температура зросла на 10 К вище та трималася майже два тижні. Температура у стратосфері підвищилася одразу після ударів, але через два-три тижні впала до температур нижчих, ніж до удару. Пізніше температура поступово повернулася до нормальних значень.
Комета Шумейкерів — Леві 9 спричинила брижі в системі кілець Юпітера, які вперше спостерігалися за допомогою космічного апарату «Галілео», а пізніше за допомогою New Horizons. Через 13 років в кільцях все ще були наявні брижі, що свідчить про те, що наступні події також могли нахилити їх. Крім того, передбачається, що комета могла утворити нове кільце навколо Юпітера.

## Взаємодія Юпітера з кометами

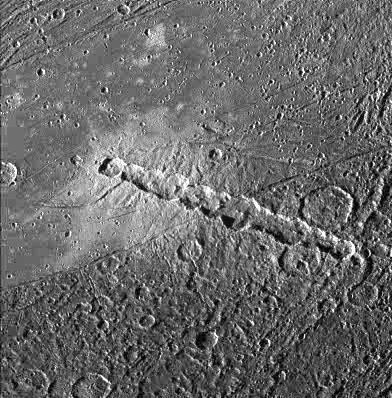
Ланцюг кратерів на поверхні Ганімеда (на знімку) служить свідченням того, що у більшості випадків безпосередньо перед зіткненням з планетою або її супутником комета розривається силою тяжіння цієї планети на частини

### Частота зіткнень
ШЛ9 не є унікальною в тому, що певний час оберталася навколо Юпітера. Відомо, що п'ять комет, зокрема 82P/Герельса, 147P/Кушіди-Мурамацу та 111P/Геліна-Романа-Крокетта, були тимчасово захоплені планетою. Кометні орбіти навколо Юпітера нестабільні, оскільки мають дуже еліптичну форму та збурюються гравітацією Сонця, коли комети знаходяться далі від планети.
Юпітер є наймасивнішою планетою Сонячної системи, тому може захоплювати об'єкти відносно часто, але розмір ШЛ9 робить це явище нетиповим. За оцінками одного з досліджень після зіткнення, комети діаметром 0,3 км зіштовхуються з планетою раз на 500 років, а комети діаметром 1,6 км — лише раз на 6 000 років.
Існують переконливі докази того, що комети фрагментувалися і зіштовхувалися з Юпітером та його супутниками й раніше. Під час місій «Вояджера» планетологи виявили 13 ланцюжків кратерів на Каллісто і три на Ганімеді, походження яких було загадкою. Ланцюжки кратерів на Місяці часто виділяються з великих кратерів, і вважається, що вони спричинені вторинними ударами первинного викиду, але ланцюжки на супутниках Юпітера не ведуть назад до більшого кратера. Удар ШЛ9 переконливо свідчить про те, що ланцюжки були спричинені уламками комет, які врізалися в супутники.

### Зіткнення 19 липня 2009 року
19 липня 2009 року, рівно через 15 років після зіткнення ШЛ9, у південній півкулі Юпітера з'явилася нова чорна пляма розміром з Тихий океан. Теплові інфрачервоні вимірювання показали, що місце зіткнення було теплим, а спектроскопічний аналіз виявив у верхніх шарах атмосфери Юпітера утворення надлишку гарячого аміаку і пилу, багатого на кремнезем. Вчені дійшли висновку, що відбулося ще одне зіткнення, причиною якого був більш компактний і міцний об'єкт, ймовірно, невеликий невідкритий астероїд.

### Роль Юпітера у захисті внутрішньої частини Сонячної системи
Зіткнення комети Шумейкера — Леві 9 з Юпітером підкреслює його роль як своєрідного «космічного пилососа» від міжзоряного та внутрішньосистемного сміття для внутрішніх шарів Сонячної системи. Сильне гравітаційне тяжіння планети притягує значну кількість малих комет та астероїдів, зупиняючи їхній подальший рух до Сонця. Без Юпітера ризик зіткнення астероїдів з планетами у внутрішній частині Сонячної системи був би набагато вищим. Вважається, що кількість зіткнень комет з Юпітером від двох до восьми тисяч разів перевищує кількість зіткнень комет із Землею.
Вплив ШЛ9 викликав занепокоєння, що подібні події відбувалися в минулому та можуть відбуватися в майбутньому. Вважається, що вимирання непташиних динозаврів наприкінці Крейдового періоду було спричинене Крейдово-палеогеновим зіткненням, яке створило кратер Чиксулуб, тому кометні зіткнення дійсно становлять серйозну загрозу для життя на Землі. Астрономи припускають, що без величезної гравітації Юпітера події вимирання на Землі могли б відбуватися частіше, і складне життя не змогло б розвинутися. Це один з аргументів, який використовується в гіпотезі про виняткову Землю.
2009 року дослідження показали, що наявність меншої планети на місці Юпітера в Сонячній системі може значно збільшити частоту зіткнень комет із Землею. Планета маси Юпітера, схоже, все ще забезпечує підвищений захист від астероїдів, але загальний вплив на всі орбітальні тіла в Сонячній системі залишається не з'ясованим. Ця та інші останні моделі ставлять під сумнів природу впливу Юпітера на зіткнення із Землею.